# Slobodan Ćurčić
Slobodan Ćurčić (serb. Слободан Ћурчић) (ur. 19 grudnia 1940 w Sarajewie, zm. 3 grudnia 2017 w Salonikach) – amerykański historyk serbskiego pochodzenia, bizantynolog.

## Życiorys
Studiował architekturę w University of Illinois w Urbana-Champaign. W Instytucie Sztuk Pięknych na Uniwersytecie w Nowym Jorku w 1975 roku uzyskał doktorat z historii sztuki. Od 1971 do 1982 roku wykładał historię architektury na Uniwersytecie Illinois w Urbana-Champaign. Od 1982 do przejścia na emeryturę w 2010 był profesorem sztuki bizantyńskiej w na Uniwersytecie Princeton. W latach 2006–2010 był dyrektorem Hellenic Studies w Princeton.
Główne zainteresowania skupiają się na bizantyńskiej architekturze. Od 1997 roku jest członkiem Serbskiej Akademii Nauk i Sztuk. Od 2004 członkiem honorowym Towarzystwa Archeologii Chrześcijańskiej w Atenach. W 2006 roku został członkiem Komitetu Ekspertów ds. Rehabilitacji i ochrony dziedzictwa kulturowego w Kosowie z rekomendacji UNESCO.

## Wybrane prace
- Gračanica. King Milutin’s church and its place in Late Byzantine architecture, London 1979.
- Art and Architecture in the Balkans. An Annotated Bibliography, Boston 1984.
- Gračanica – istorija i arhitektura, Belgrad 1988.
- The architecture [w:] Ernst Kitzinger, The mosaics of St. Mary’s of the Admiral in Palermo, Washington 1990.
- Some Observations and Questions Regarding Early Christian Architecture in Thessaloniki, Thessaloniki 2000.
- Religious Settings of the Late Byzantine Sphere [w:] Helen Evans(red.), Byzantium: Faith and Power (1261–1557), New York 2004, s. 66-77.
- Middle Byzantine architecture on Cyprus: provincial or regional?, Nicosia 2000.
- The role of late Byzantine Thessalonike in church architecture in the Balkans, „Dumbarton Oaks Papers” 57 (2003), s. 65-84.
- Architecture in the Balkans from Diocletian to Süleyman the Magnificent, New Haven – Yale 2010.